# Astragalus aquilanus
Astragalus aquilanus är en ärtväxtart som beskrevs av Anzal. Astragalus aquilanus ingår i släktet vedlar, och familjen ärtväxter. Inga underarter finns listade i Catalogue of Life.